# Мендеша
Мендеша, Мендеха (баск. Mendexa (офіційна назва), ісп. Mendeja) — муніципалітет в Іспанії, у складі автономної спільноти Країна Басків, у провінції Біская. Населення — 437 осіб (2009).
Муніципалітет розташований на відстані близько 340 км на північ від Мадрида, 36 км на схід від Більбао.
На території муніципалітету розташовані такі населені пункти: (дані про населення за 2009 рік)
- Селая: 145 осіб
- Ітуррета: 65 осіб
- Леагі: 63 особи
- Лікона: 164 особи

## Демографія
Динаміка населення (INE ):

## Галерея зображень

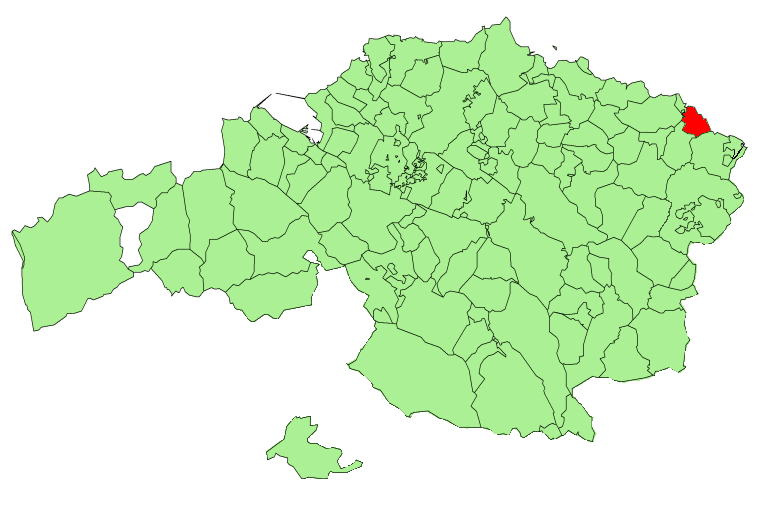
Розташування муніципалітету